# Bionieuws
Bionieuws is een nieuwsblad over biologie in Nederland. Het is in 1991 ontstaan uit de bladen Biovisie en Biotechnologie in Nederland. Het is een uitgave van het Nederlands Instituut voor Biologie (NIBI). De verschijningsfrequentie is om de twee weken. De inhoud betreft biologisch nieuws, interviews en opinies en achtergronden uit binnen- en buitenland. 
Voorganger Biovisie ontstond in 1988 als opvolger van het Vakblad voor biologen. Dit blad kent een veel langere geschiedenis, het eerste nummer verscheen in september 1919. Vanaf einde jaren 1980 (periode Biovisie) werd het blad steeds meer door (wetenschaps)journalisten gemaakt.